# Anthony Smith (zoöloog en beeldhouwer)

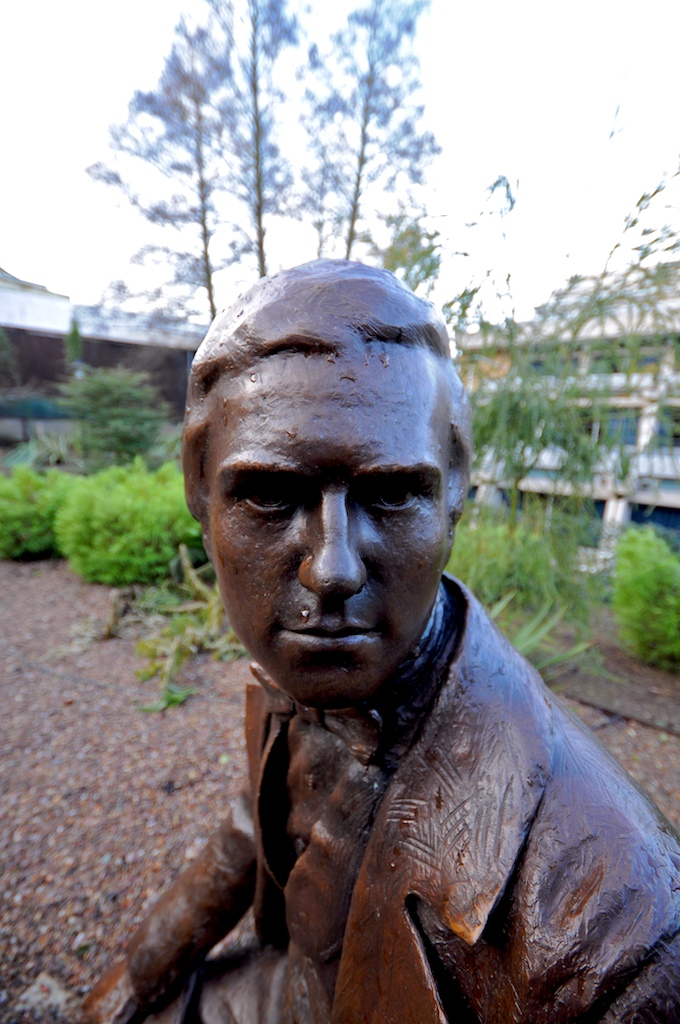
The Young Darwin in Cambridge

Anthony Smith (Glasgow, 1984) is een Britse zoöloog en beeldhouwer.
Smith is lid van de in Londen gevestigde Linnean Society of London. Hij heeft zoölogie gestudeerd aan de Universiteit van Cambridge in Cambridge. Hij maakt sculpturen en geeft tentoonstellingen. In 2009 heeft hij het beeld The Young Darwin gemaakt van de jonge Charles Darwin. Het beeld maakt deel uit van de beeldenroute Cambridge Sculpture Trail 2. Anthony Smith is ook werkzaam als fotograaf.
Smith is in Nederland bekend, omdat hij meevaart op de Stad Amsterdam voor het VPRO-programma Beagle: In het kielzog van Darwin.